# Burn (энергетический напиток)
«Burn» («Бёрн») — безалкогольный энергетический напиток, производимый компанией Monster Beverage. До 2015 года напиток выпускался компанией Coca Cola. По состоянию на конец 2018 года напиток выпускался приблизительно в 96 странах и территориях по всему миру.

## История
В 2000 году The Coca-Cola выпустила в Великобритании новый энергетический напиток Burn.
Далее напиток стал продаваться в других европейских странах, например, в 2002 году Burn стал первым энергетическим напитком, появившемся на рынке Украины. С 2003 года начал продаваться в Российской Федерации.
В 2009 году продажи Burn запустились в Индии.
В июне 2015 года Coca-Cola выкупила 17 % акций компании Monster Beverage. По результатам сделки Coca-Cola передала Monster производство энергетических напитков — Burn, Mother, Play, Power Play, NOS и Full Throttle, а Monster передал Coca-Cola производство неэнергетических напитков — Hansen’s Natural Sodas, Peace Tea, Hubert’s Lemonade и Hansen’s Juice.

## Состав
Состав напитка: вода, сахар, регуляторы кислотности (лимонная кислота, цитрат натрия), диоксид углерода, натуральные красители (антоцианин, сахарный колер IV), натуральные и идентичные натуральным ароматизаторы, кофеин, консервант сорбат калия, глюкоронолактон, таурин, инозитол, экстракт гуараны, антиокислитель аскорбиновая кислота.

### Состав на 650 мл
| Страна | Вещество    | Количество |
| ------ | ----------- | ---------- |
| Дания  | Кофеин      | 195 мг     |
| Дания  | Протеин     | 0 г        |
| Дания  | Углеводы    | 14 г       |
| Дания  | Жиры        | 0 г        |
| Дания  | Натрий      | 0,02 г     |
| Дания  | Витамин B3  | 6,5 мг     |
| Дания  | Витамин B5  | 1,5 мг     |
| Дания  | Витамин B6  | 0,21 мг    |
| Дания  | Витамин B12 | 0,38 мкг   |

Содержание кофеина на 100 миллилитров составляет 30 миллиграмм.

## Ассортимент
В 2025 году, ассортимент представленный в России включает в себя следующие вкусы: «Оригинальный», «Яблоко-Киви», «Тропический микс», «Тёмная энергия», «Персик-Манго Без Сахара», «Gold Rush», «Арбуз Без Сахара», «Сочная Энергия», «Манго», «Апельсиновый микс», «Гуава» и «Цитрусовая Энергия».
В 2008 году в России появился новый вкус «Цитрусовый заряд», но через год он был снят с продажи. В 2012 году был выпущен Burn «Энергия+сок» в пластмассовой бутылке, производство было закончено так же через год. В 2014 г. появился новый вкус «Освежающий заряд», который тоже впоследствии был снят с продажи. В 2022 году был снят с производства вкус «Лимонный Лёд».

## Музыка
Участие Burn в музыкальной индустрии состоит из инициатив, направленных на поддержку и развитие многообещающих талантов в области электронной танцевальной музыки.
- BURN Tour

BURN Tour — это всероссийское хип-хоп турне, организованное совместно с андерграундными исполнителями (ATL, GONE.Fludd, Saluki, Лауд и т. д.). Проводится с 2018 года. В рамках тура при поддержке радио Studio21 проходит конкурс молодых исполнителей Burnbanger, финал которого проходил в рамках эфира на студии, а победители выступили на финальном концерте в ГлавClub.
- Alfa Future People

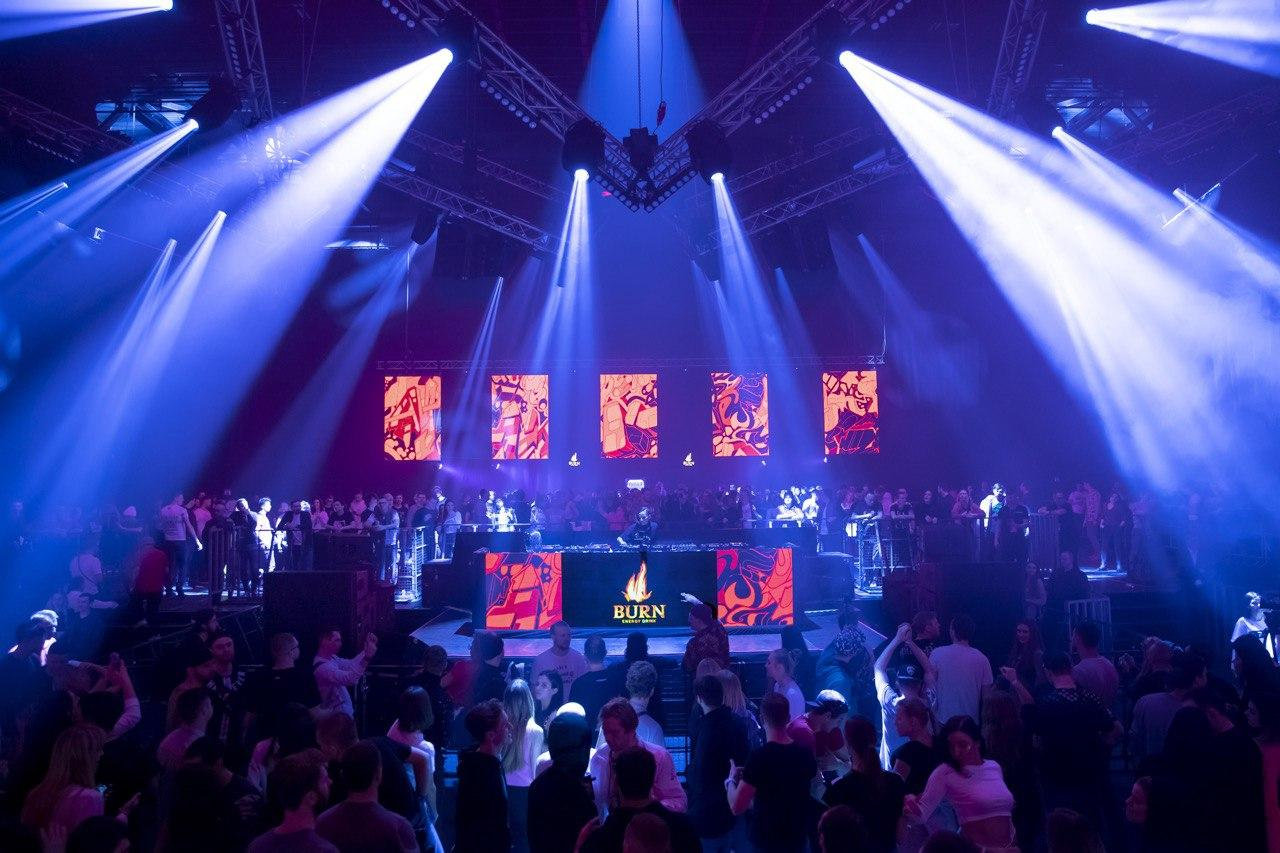
Alfa Future People Snow Edition 2020

AFP — фестиваль электронной музыки, который проводится Альфа-Банком с 2013 года под Нижним Новгородом. Burn является партнером фестиваля с 2017 года и каждый год наряду с другими участниками организовывает свою сцену, на которой выступали такие артисты как Markul, Thomas Mraz, Cream Soda, Yung Lean и др. Помимо организации выступлений Burn создает на фестивале различные активности, например, парк аттракционов.
- Present Perfect

PPF — фестиваль электронной музыки и современного искусства, который проводится в 
Санкт-Петербурге с 2015 года. Burn оказывает поддержку фестивалю, а также представляет на нем свою сцену. В 2019 году Burn поддерживал сцену онлайн-платформы музыкального вещания Boiler Room.
- Burn Residency

Burn Residency — международный конкурс диджеев, который проводится Burn с 2010 года. Помимо конкурсной программы, Burn Residency включает в себя мастер-классы, обучающие программы и выступления. Главный приз составляет 100 000 евро.
- Burn Bank

Burn Bank — это онлайн-платформа лояльности для потребителей Burn, которая позволяет обменивать промокоды с банок на различные подарки, среди которых, например, билеты на музыкальные мероприятия.